# WTA Aix-en-Provence Open
Il WTA Aix-en-Provence Open è stato un torneo femminile di tennis che è disputato nella sola edizione del 1988 a Aix-en-Provence in Francia su campi in terra rossa.

## Albo d'oro

### Singolare
| Anno | Campionessa    | Finalista     | Punteggio |
| ---- | -------------- | ------------- | --------- |
| 1988 | Judith Wiesner | Sylvia Hanika | 6–1, 6–2  |

### Doppio
| Anno | Campionesse                         | Finaliste                       | Punteggio |
| ---- | ----------------------------------- | ------------------------------- | --------- |
| 1988 | Nathalie Herreman Catherine Tanvier | Sandra Cecchini Arantxa Sánchez | 6–4, 7–5  |